# Eleições municipais em Natal em 1985
As eleições municipais em Natal em 1985 ocorreram em 15 de novembro, como parte das eleições em 201 municípios situados em 23 estados brasileiros e nos territórios federais do Amapá e Roraima. Foi a primeira eleição da Nova República e a primeira onde os natalenses escolheram seu prefeito pelo voto direto desde Agnelo Alves em 1965. Neste caso foram eleitos o prefeito Garibaldi Alves Filho e o vice-prefeito Roberto Furtado.
Quando o Regime Militar de 1964 outorgou o Ato Institucional Número Cinco em 13 de dezembro de 1968, o mesmo foi aplicado no ano seguinte para cassar os mandatos e suspender os direitos políticos de três irmãos potiguares: Agnelo Alves, Aluízio Alves e Garibaldi Alves. Por força do referido instrumento de exceção, eles permaneceram fora da política por dez anos, sendo que o primeiro exercia o cargo de prefeito de Natal, para o qual elegera-se em 1965, enquanto Aluizio Alves e Garibaldi Alves conquistaram, respectivamente, os mandatos de deputado federal e deputado estadual em 1966. Ato contínuo, a família Alves cerrou fileiras no MDB em oposição a Dinarte Mariz e, a partir do Governo Ernesto Geisel, ao clã representado pelos governadores Tarcísio Maia, Lavoisier Maia e José Agripino Maia. Sem espaço no Executivo, a oposição local foi representada pelo deputado federal Henrique Eduardo Alves (filho de Aluizio Alves) e pelo deputado estadual Garibaldi Alves Filho a partir de 1970.
Nascido em Natal, o jornalista Garibaldi Alves Filho formou-se advogado pela Universidade Federal do Rio Grande do Norte. Chefe de gabinete da prefeitura natalense na gestão de seu tio, Agnelo Alves, estreou na política em substituição ao pai, Garibaldi Alves, ao eleger-se deputado estadual via MDB em 1970, 1974 e 1978. Renovou o mandato pelo PMDB em 1982, mas renunciou ao mesmo após eleger-se prefeito de Natal em 1985 num embate contra Wilma Maia, então esposa de Lavoisier Maia.
Nascido em Natal, o advogado Roberto Furtado graduou-se em 1955 na Universidade Federal de Alagoas. Procurador fiscal do Rio Grande do Norte em 1960, foi aprovado num concurso público para juiz de direito em Umarizal, mas renunciou ao cargo a fim de permanecer na advocacia. No ano anterior à instauração do Regime Militar de 1964, tornou-se procurador na prefeitura de Natal. Fundador do MDB em solo potiguar, elegeu-se deputado estadual em 1966 e figurou como primeiro suplente em 1970, todavia conquistou novos mandatos em 1974 e 1978. Derrotado ao buscar um mandato de senador numa sublegenda do PMDB em 1982, elegeu-se vice-prefeito de Natal em 1985.

## Resultado da eleição para prefeito
Foram apurados 184.021 votos nominais (97,64%), 1.144 votos em branco (0,61%) e 3.301 votos nulos (1,75%), resultando no comparecimento de 188.466 eleitores.
| Candidatos a prefeito de Natal | Candidatos a vice-prefeito | Número | Coligação                             | Votação | Percentual |
| ------------------------------ | -------------------------- | ------ | ------------------------------------- | ------- | ---------- |
| Garibaldi Alves Filho PMDB     | Roberto Furtado PMDB       | 15     | Frente Democrática (PMDB, PCB, PCdoB) | 97.920  | 53,21%     |
| Wilma Maia PDS                 | Pedro Lucena PFL           | 11     | Aliança Comunitária (PDS, PFL)        | 82.136  | 44,63%     |
| Waldson Pinheiro PDT           | Edson Gutemberg PDT        | 12     | PDT (sem coligação)                   | 2.725   | 2,01%      |
| Miriam de Sousa PTB            | Edmilson Lima PTB          | 14     | PTB (sem coligação)                   | 1.240   | 0,15%      |
| Fontes:                        |                            |        |                                       |         |            |